# Czarneccy herbu Prus III

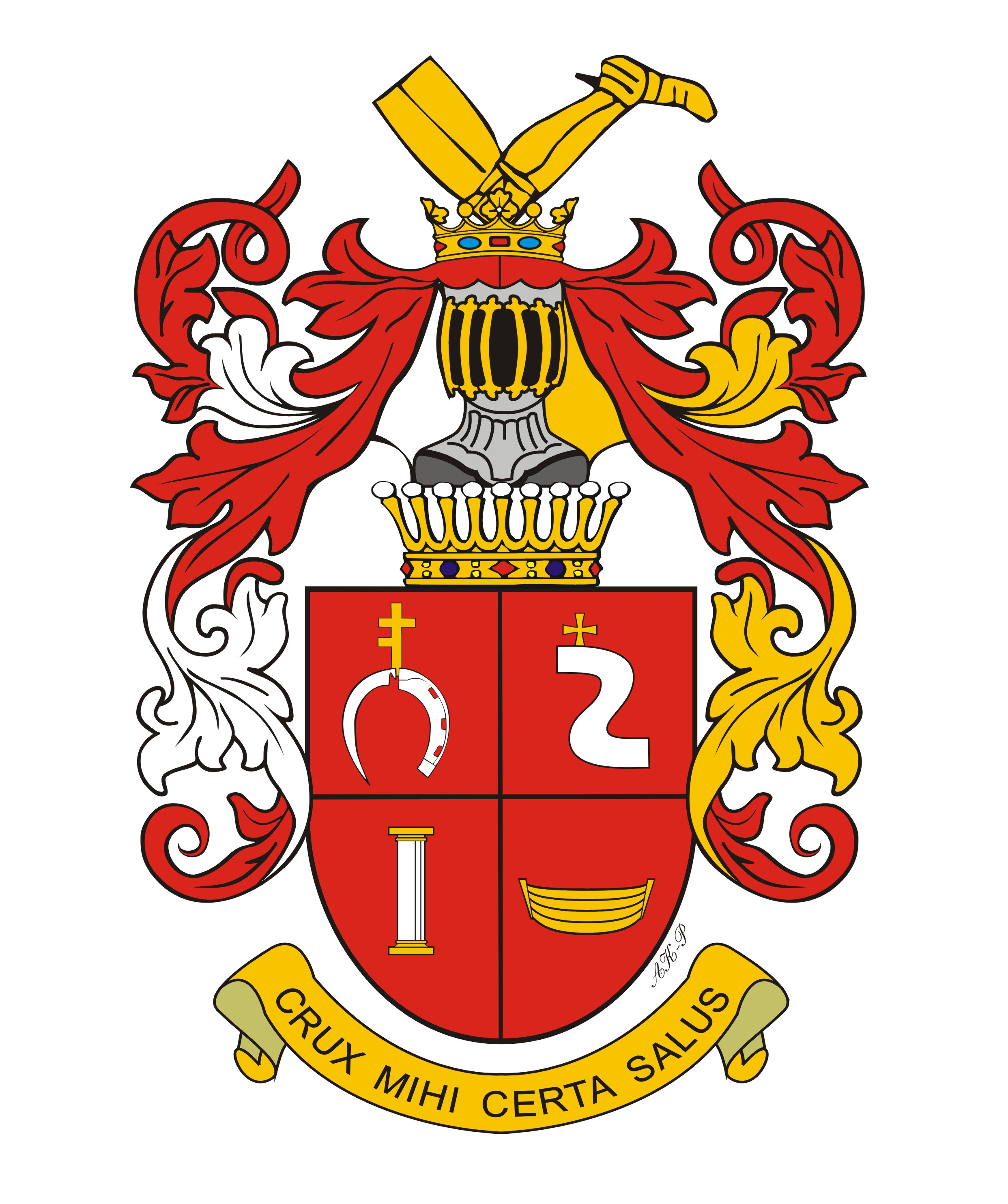
Herb hr. Czarneckich, odmiana czteropolowa

Czarneccy herbu Prus III – polska rodzina ziemiańska osiadła w XIX i XX wieku głównie w Wielkopolsce, zasłużona dla rolnictwa i kultury.

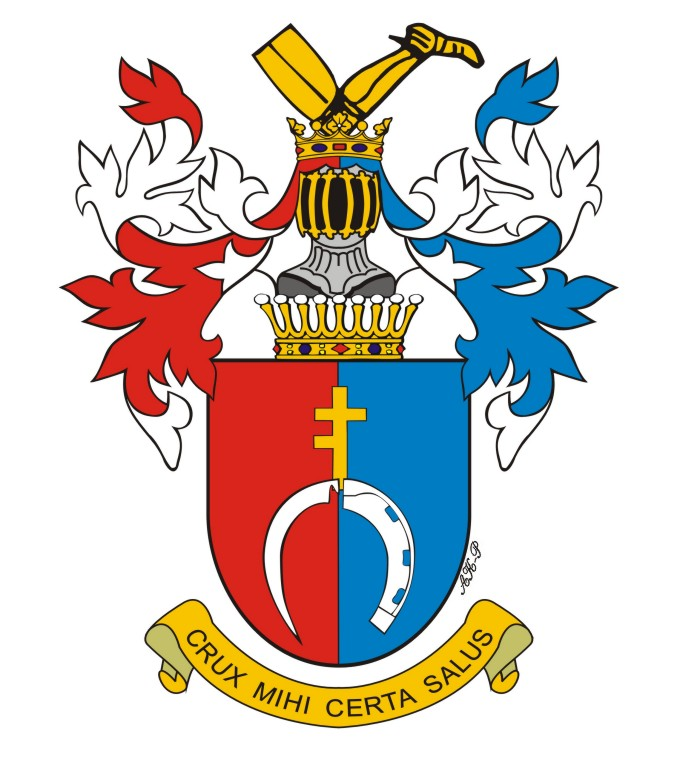
Herb Prus III (odmiana hrabiowska, wersja dwupolowa)

## Zarys historii rodu
Ród Czarneckich herbu Prus III pochodził pierwotnie z Mazowsza. Zanotowano ich w annałach jako właścicieli ziemskich w miejscowości Czarna koło Sierpca w roku 1552. Z biegiem czasu dostały się w ich władanie majątki w okolicach  Kamieńca Podolskiego, Kowna, Lwowa, Mińska Litewskiego i Żytomierza, ale od końca XVIII wieku spotykamy  nazwiska znaczniejszych Czarneckich głównie na terenach Wielkopolski, czyli w zaborze pruskim.
30 października 1854 Marceli Czarnecki (1793–1868), żonaty z Florentyną Chłapowską h. Drya (1795–1853) uzyskał od króla Prus Fryderyka Wilhelma IV tytuł hrabiowski dziedziczony w primogeniturze i związany z posiadaniem ordynacji Czestram-Golejewko, Gogolewo i Pakosław, które odziedziczyli jego trzej synowie Antoni (ur. 1821), Zygmunt (ur. 1823) i Stanisław (ur. 1830), uzyskując potwierdzenie tytułu w primogeniturze w 1857. Golejewko pozostało w rękach potomków Antoniego, a Gogolewo w rękach potomków Zygmunta do 1939, natomiast linia Stanisława wygasła w 1. połowie XX wieku, straciwszy pruski tytuł już pod koniec XIX wieku. Obecni męscy potomkowie linii Zygmunta zamieszkują w Polsce, a od 1947 również w Szwecji, inne linie hrabiów i ordynatów de iure wygasły po mieczu.
Rodzina wydała dwóch senatorów I RP (w 1677 i 1773), trzech kawalerów Orła Białego i siedemnastu kawalerów orderu Virtuti Militari.
Do rodu należą także gałęzie nieutytułowane pieczętujące się herbem Prus III. Istnieje poza tym wiele innych rodzin o tym samym nazwisku, lecz innych herbach, a także rodzin nieszlacheckich.
Monumentalny niemiecki herbarz Sibmachera wymienia także  inną linię rodu, która uzyskała w 1820 tytuł hrabiowski na  Inflantach, czyli w Imperium Rosyjskim, na jej temat brak jest jednak szczegółowych danych.

## Niektórzy znani członkowie rodu

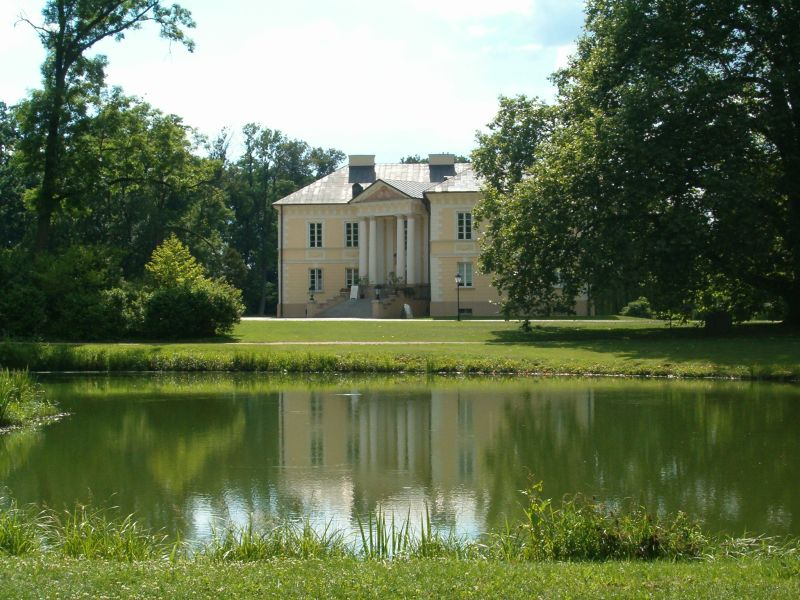
Pałac hr. Czarneckich w Dobrzycy k. Pleszewa

- Jan Antoni Czarnecki[2] (1700–1773), kasztelan bracławski;
- Karol Czarnecki (1804–1888), powstaniec listopadowy, poeta;
- Jan Czarnecki (1835–1867), powstaniec styczniowy;
- Hr. Stanisław Czarnecki (1830–1905), polityk, powstaniec styczniowy;
- Hr. Zygmunt Czarnecki (1823–1908), kolekcjoner, promotor wzorowego rolnictwa;
- Hr. Wiktor Czarnecki (1850–1916), ziemianin i historyk.
- Edward Czarnecki (?-1866), powstaniec styczniowy; zmarł na zsyłce w Rosji w Usole
- Tadeusz Czarnecki (1905–1973)
- Andrzej Czarnecki, brat Tadeusza, ojciec Zofii Czarneckiej (1901-1960) – prezes Stowarzyszenia Kupców Polskich
- Tadeusz Maria Czarnecki (1906–1998), inżynier wynalazca, powstaniec warszawski, ranny, odznaczony Krzyżem Armii Krajowej
- Stefania Czarnecka – Klossowa (1903–1988), wieloletnia przewodnicząca Koła absolwentek szkoły im C. Plater-Zyberk
- Maria Teresa Czarnecka – Maria Anto (1937–2007), artystka malarka